# Georges Prisset
Georges Prisset, né le 30 novembre 1911 à Cholet (Maine-et-Loire) et mort le 31 mars 1975 à La Roche-sur-Yon (Vendée), est un homme politique français.

## Biographie
Georges Auguste Prisset, né en 1911 à Cholet, est le fils d'Auguste Charles Prisset, employé de commerce et de Marie Clémence Lefebvre. Il épouse Marie Josèphe Françoise Émilie Bossard, le 6 juillet 1936 à Cholet.
Issu d'une famille d'industriels du textile du Maine-et-Loire, Georges Prisset, après avoir étudié au collège Colbert de Cholet et obtenu son certificat d'études primaires, commence à travailler dans l'entreprise paternelle dont il prend la direction à la veille de la Seconde Guerre mondiale.
Très investi dans la vie locale, Georges Prisset est membre de la Commission administrative des hospices, du Comité d’aide sociale, de l’Office d'habitations à loyer modéré (HLM) de Cholet, des conseils d’administration de la Caisse coopérative d’entraide du textile comme des deux collèges. Il fonde et anime de nombreuses associations comme celle des anciens du train des équipages, le syndicat d’initiative, le Comité permanent des fêtes de Cholet, le Bol d’air choletais, les anciens du collège Colbert. Il est l’auteur d’une Histoire du collège Colbert. 
Il est l'une des personnalités politiques des plus marquantes de l'après-guerre. Il est dit s'être appliqué à achever l'œuvre de ses prédécesseurs, notamment l'assainissement de la ville et la construction des nouveaux abattoirs. 
Officier de l’instruction publique, en 1947 il devient le premier adjoint de Francis Bouet, maire de Cholet. En 1956, il est élu député sur une liste du mouvement républicain populaire. À cette époque l'industrie textile à Cholet, accumule des revers. Notamment les Établissements Brémond, comme Pellaumail, ferment leurs portes. Les Établissements Bouet n'échappent pas à la faillite, ce qui entraîne la démission du maire en place. C'est dans ce contexte que Georges Prisset est élu maire de Cholet le 9 mai 1958.
Réélu en 1959, il est le maire visionnaire et audacieux qui veut faire de Cholet une ville active. Sa principale contribution pour le renouveau économique est citée comme étant la création de la première zone industrielle. La ville est alors raccordée au gaz de Lacq. En 1964 le lycée Fernand Renaudeau ouvre ses portes. 
En 1972, il écrit un article sur la vie du Père Alphonse Bossard, missionnaire choletais ayant passé 38 ans de sa vie en léproserie au Nyassaland.
Georges Prisset meurt d'un accident de la route près de la Roche-sur-Yon le 31 mars 1975.

### Fonctions et mandats
Georges Prisset est :
- député de Maine-et-Loire du 2 janvier 1956 au 8 décembre 1958[1] ;
- conseiller général du canton de Cholet-Ouest de 1961 à 1973 et du canton de Cholet-1 de 1973 à 1975 ;
- conseiller municipal de Cholet de 1945 à 1965, premier adjoint à partir de 1948 et maire à partir de 1958.

## Articles
Il a écrit quelques  articles pour le bulletin des sciences, lettres et beaux-arts, dont:
- Le collège municipal de Cholet 1838-1840 (1941-p.47 à 64) ;
- Le collège municipal de Cholet depuis 1840 suite (1943-p.49 à 73) ;
- Le collège municipal de Cholet depuis 1840 suite et fin (1945-p.57 à 81) ;
- Le bon Père Bossard, un choletais au service des lépreux (1972-p.139-149).